# Résolution 154 du Conseil de sécurité des Nations unies
Membres permanents
- Chine (Taïwan)
- États-Unis
- France
- Royaume-Uni
- URSS

Membres non permanents
- Argentine
- Sri Lanka
- Équateur
- Italie
- Pologne
- Tunisie

Résolution no 153 Résolution no 155
La Résolution 154 est une résolution du Conseil de sécurité de l'ONU votée le 23 août 1960 concernant la république centrafricaine et qui recommande à l'Assemblée générale des Nations unies d'admettre ce pays comme nouveau membre.

## Contexte historique
Les Français colonisèrent la région à la fin du XIXe siècle et l'administrèrent sous le nom d'Oubangui-Chari. Durant la Seconde Guerre mondiale, la colonie se joignit aux Forces alliées. Le pays devient la République centrafricaine le 1er décembre 1958 et proclame son indépendance le 13 août 1960.  (issu de l'article république centrafricaine).
À la suite de cette résolution ce pays est admis à l'ONU le 20 septembre 1960,

## Texte
- Résolution 154 Sur fr.wikisource.org
- Résolution 154 Sur en.wikisource.org